# Нэш, Дуглас
Дуглас Нэш (англ. Douglas E. Nash) — американский военный историк.
Уроженец Северной Каролины. В 1974 году поступил на армейскую службу, в 1980 году с отличием окончил Военную академию США в Вест-Пойнте. Как офицер по особым поручениям участвовал в операциях «Щит пустыни» и «Буря в пустыне» в 1990—1991 годах, затем в миротворческих миссиях в Северном Ираке и Косово. В 1995 году окончил колледж командного состава в Форт-Ливенуорте.
Дуглас Нэш занимается исследованием истории Второй мировой войны, изучая действия как советских, так и германских войск. Ему принадлежит подробная хроника военных действий в так называемом Корсунском котле — «Врата ада: Сражение в Черкасском котле, январь-февраль 1944» (англ. Hell's Gate: The Battle of the Cherkassy Pocket, January to February 1944; 2002). Нэш также постоянно выступает со статьями в журнале «Army History» и других специализированных изданиях; в частности, он принял активное участие в полемике вокруг книги «Забытый солдат», отстаивая её историческую достоверность.